# Zdzisław Krzyszkowiak

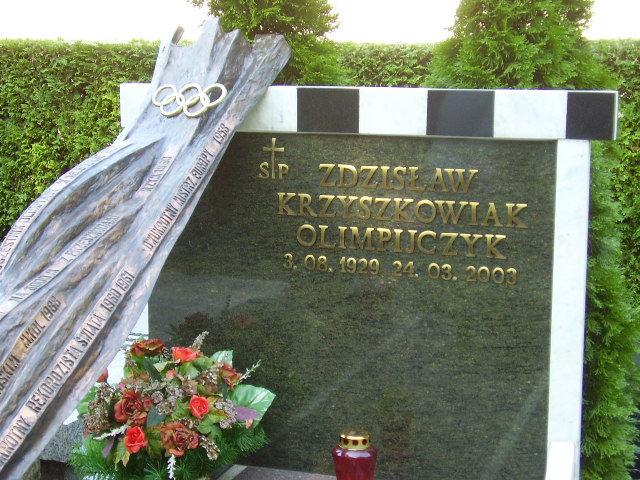
Grabmal

Zdzisław Ludwik Krzyszkowiak [ˈzd͡ʑiswaf ˈludvik ˈkʂɨʂkɔvjak] (* 3. August 1929 in Wielichowo; † 23. März 2003 in Warschau) war ein polnischer Leichtathlet. Sein größter Erfolg war der Sieg im 3000-Meter-Hindernislauf bei den Olympischen Spielen 1960.

## Biografie
Krzyszkowiak machte erstmals international auf sich aufmerksam, als er bei den Olympischen Spielen 1956 in Melbourne die Bronzemedaille um 7,4 Sekunden verpasste und Vierter wurde. Bei den Europameisterschaften 1958 in Stockholm etablierte er sich als einer der besten europäischen Langstreckenläufer und wurde Europameister über 5000 und 10.000 Meter. Im selben Jahr wurde er von der polnischen  Presseagentur Polska Agencja Prasowa (PAP) zu Europas Sportler des Jahres gekürt.
Im Frühjahr 1960 lief Krzyszkowiak im 3000-Meter-Hindernislauf einen neuen Weltrekord und erreichte dabei eine Zeit von 8:31,4 Minuten. Zwei Monate später, bei den Olympischen Spielen in Rom, wurde er über 10.000 Meter Siebter. Im 3000-Meter-Hindernislauf konnte er seiner Favoritenrolle gerecht werden und gewann die Goldmedaille.
Nach diesem Erfolg beschloss Krzyszkowiak, sich nur noch auf den Hindernislauf zu konzentrieren. Er lief 1961 zwar einen weiteren Weltrekord, musste jedoch 1963 wegen Verletzungen vom Spitzensport zurücktreten. Krzyszkowiak, der insgesamt 13 polnische Meistertitel gewonnen hatte, arbeitete später viele Jahre als Trainer und starb im Alter von 73 Jahren. Nach ihm wurde das Zdzisław-Krzyszkowiak-Stadion in Bydgoszcz benannt.